# 小島恒久
小島 恒久（こじま つねひさ、1926年〈大正15年〉1月20日 - 2019年〈平成31年〉3月2日 ）は、日本の経済学者、社会運動家、歌人。九州大学名誉教授、元社会主義協会代表・顧問、元労働者運動資料室理事長。正四位。

## 人物
1926年佐賀県生まれ。1945年長崎経済専門学校在学中に原爆に被爆。1950年九州大学経済学部卒業、続いて大学院特別研究生となり向坂逸郎に師事。1955年より九州大学教養部に勤務、経済学を講じる。講師、助教授、教授を務め、1989年に定年で退官。続いて熊本学園大学教授となり、1996年まで勤務し再度の定年で退職。
九州大学在職中、三井三池炭鉱・四山鉱の労働者教育に関わるなど、研究、社会活動の両面で向坂逸郎の志を積極的に継承する。1998年より2014年まで、社会主義協会代表を務める。『日本資本主義論争史』（ありえす書房）は、労農派の立場からの数少ない日本資本主義論争の概括である。2014年社会主義協会代表を引退し、顧問となる。アララギ派の歌人でもあり、2006年度福岡市文学賞を受賞。その歌は朝日新聞「折々のうた」で紹介された。

## 主な著書（単著）
- 『経済学入門』（労働大学 1963）
- 『マルクスと向坂逸郎』（ありえす書房 1973.7）
- 『日本資本主義論争史』（ありえす書房 1976.6）
- 『マルクス・エンゲルス紀行』（法律文化社 1979.2）
- 『働く女性百年のあゆみ』 （河出書房新社 1983.7)
- 『日本経済の流れ』(河出書房新社 1984.9)
- 『日本資本主義と労働者』（労働大学 1986）
- 『戦後日本経済の流れ』（河出書房新社 1987.3）
- 『日本の労働運動　激動の100年史』(河出書房新社 1987.6 )
- 『日本経済近現代のあゆみ』（河出書房新社　1991.6）
- 『古典への招待』（労働大学 1994）
- 『戦後日本経済の流れ』（河出書房新社　1996.3）
- 『資本主義経済のあゆみ』（労働大学 1999）
- 『向坂逸郎 その人と思想』(えるむ書房 2005.2)
- 『歌集　原子野』(短歌新聞社 2005.11)
- 『歌集　晩禱』(現代短歌社 2014.1)